# Twary
Twary (ukr. Тварі) – wieś w rejonie samborskim (wcześniej w rejonie starosamborskim) obwodu lwowskiego Ukrainy. Miejscowość liczy około 41 mieszkańców. Podlega starosolskiej silskiej radzie.